# Homberg BE
| BE ist das Kürzel für den Kanton Bern in der Schweiz. Es wird verwendet, um Verwechslungen mit anderen Einträgen des Namens Homberg zu vermeiden. |

Homberg ist eine Einwohnergemeinde im Schweizer Kanton Bern. Sie gehört zum Verwaltungskreis Thun.

## Geographie
Der Ort liegt nordöstlich von Thun an und auf den Hängen auf der linken Talseite des unteren Zulgtals. Früher gab es keine grösseren Siedlungszentren. Heute hat sich im Weiler Dreiligass (941 m ü. M.) ein Dorfzentrum herausgebildet. Die nächstgrösseren Ortsteile sind Enzenbühl (südöstlich vom Dorfzentrum; 997 m ü. M.), Huckhaus (östlich; 951 m ü. M.) und Fuhren (nördlich; 864 m ü. M.).  Daneben gibt es noch weitere Häusergruppen und Einzelgehöfte. Das Gebiet ist entlang der Bachläufe stark bewaldet. Grösster Bach ist neben der Zulg der Stägenbach, welcher von links in die Zulg einmündet. Vom gesamten Gemeindeareal von 652 ha wird 66,4 % landwirtschaftlich genutzt, 30,1 % sind von Wald und Gehölz bedeckt und nur 3,2 % Siedlungsfläche.
Der Ort grenzt im Osten an Teuffenthal, im Süden an Heiligenschwendi und Thun, im Südwesten an Schwendibach, im Westen an Steffisburg, im Norden an Fahrni und Unterlangenegg und im Nordosten an Horrenbach-Buchen.

## Bevölkerung
Anfang 2005 zählte Homberg 495 Einwohner.

### Sprachen
Die Bevölkerung spricht im Alltag eine hochalemannische Mundart, die zu den Dialekten des Berndeutschen gehört. Bei der letzten Volkszählung im Jahr 2000 gaben sämtliche Einwohner Deutsch als ihre Hauptsprache an.

### Religionen – Konfessionen
In früheren Zeiten waren alle Bewohner Mitglied der Evangelisch-Reformierten Landeskirche.
Jedoch gibt es seit 1900 die Freie Evangelische Gemeinde Homberg.

### Herkunft – Nationalität
Anfang 2005 waren von den Bewohnern 481 (= 97,17 %) Schweizer Staatsangehörige und 14 Personen Zugewanderte aus anderen Ländern.

## Politik
Gemeindepräsident ist Hans Rudolf Bühler (Stand 2025).
Die Stimmenanteile der Parteien anlässlich der Nationalratswahl 2023 betrugen: SVP 54,1 % (−6,0 %), EDU 19,6 % (+10,0 %), Mitte 5,5 % (−0,2 %), GPS 4,4 % (−0,6 %), glp 4,2 % (−0,3 %), SP 3,2 % (+0,4 %), EVP 2,1 % (−3,9 %), FDP 0,6 % (−0,2 %).

## Verkehr
Teile der Gemeinde an der Strasse von Steffisburg nach Teuffenthal sind durch die Postautolinie Thun–Teuffenthal erschlossen. Die Gemeindeteile am Hang südlich der Zulg sind durch den öffentlichen Verkehr nicht erschlossen.
Die grössten Siedlungen der Gemeinde liegen an der Nebenstrasse (Thun–) Steffisburg–Teuffenthal. Die Gemeindeteile am Hang südlich der Zulg sind nur schlecht erschlossen. Nächstgelegener Autobahnanschluss ist Thun-Nord an der A6.

## Abwasser
Zur Reinigung des Abwassers wurde die Gemeinde an die ARA Thunersee in der Uetendorfer Allmend angeschlossen.

## Persönlichkeiten
- Louis-Emil Eyer (1865–1916), Begründer der bulgarischen Sportbewegung